# اگنیرز-ان-دولوی
اگنیرز-ان-دولوی (به فرانسوی: Agnières-en-Dévoluy) یک کامین در فرانسه است که در Canton of Saint-Étienne-en-Dévoluy واقع شده‌است.

## خصوصیات
اگنیرز-ان-دولوی ۳۲٫۴۶ کیلومترمربع مساحت و ۲۶۶ نفر جمعیت دارد و ۱٬۲۷۰ متر بالاتر از سطح دریا واقع شده‌است.